# Vojtěch Král z Dobré Vody
Vojtěch Král z Dobré Vody (20. dubna 1844, Mladkov – 6. července 1913, Vavřineč u Mělníka) byl český heraldik, sfragistik, sběratel, ilustrátor a cvičitel Sokola.

## Životopis
Narodil se v rodině otce Jana rytíře Krále z Dobré Vody (1820 – 1886), který byl celní výběrčí v Mladkově a pak úředník u c. k. soudů.

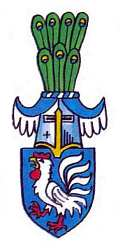
Erb Vojtěcha Krále z Dobré Vody

Král byl na poli heraldiky samouk, nejdříve studoval v Benešově, v Praze absolvoval reálnou školu a studoval účetnictví. Potom sloužil dvacet let v armádě, kde byl i ve válce proti Dánsku v roce 1864 a v roce 1866 v prusko-rakouské.
Po ukončení své vojenské kariéry žil v Benešově, kde byl 7. srpna 1869 jedním ze sedmdesáti účastníků ustavující valné schůze zakládající zdejší Sokol, byl zvolen do výboru jednoty a až do roku 1871 zde byl jako cvičitel. Působil také jako účetní při přestavbě budějovicko-linecké dráhy a poté většinu svého života byl mezi lety 1878–1902 zemským oficiálem českého místodržitelství v technickém oddělení pro vodní stavby.
V roce 1894 navrhl zřízení stálé heraldické přílohy Časopisu Společnosti přátel starožitností českých v Praze a v dubnu toho roku přednášel "O vzniku a vývinu znaku království českého" na první akci heraldického odboru. Další přednášky byly "O znaku markrabství moravského a vévodství slezského" a pro rozvoj české heraldiky velmi významná třetí přednáška "Heraldika, její počátky, literatura a heraldické společnosti jinde". Tématu "O znaku a jeho součástech a jejich podrobný popis" byly věnovány přednášky v říjnu a listopadu 1894.
Svou úřednickou kariéru musel ukončit v roce 1902. Byl suspendován kvůli tomu, že se účastnil tzv. renobilitačních procesů pražských, kdy se dostal do podezření, že falšoval materiály, na základě kterých mnoho lidí dosáhlo šlechtictví. Obžaloby byl sice zproštěn, ale místo úředníka již nemohl vykonávat.
Na jeho díle je zejména ceněna kresba znaků a erbů, díky které byl přizván k ilustrování takových projektů jako byly Sedláčkovy Hrady, zámky a tvrze království Českého, nebo Ottův slovník naučný, řadu kreseb také publikoval jako přílohy k Časopisu Společnosti přátel starožitností českých. Heraldikou se zabýval též teoreticky a právě zde se nejvíce projevila nevýhoda jeho nedostatečného vzdělání, kterou se snažil sice odstranit pilným samostudiem, ale vždy se mu nepodařilo vyvarovat se chyb. Vrchol v jeho literárním díle představovala populárně koncipovaná Heraldika.
Jméno Vojtěch rytíř Král z Dobré Vody je odvozeno od rytířského rodu Králů z Dobré Vody, což historik Jaroslav Honc zpochybnil.

## Dílo
- Znaky rodů českých, 1898
- Znaky měst českých, 1899
- Heraldika, 1900
- Der Adel von Böhmen, Mähren und Schlesien, 1904

## Galerie

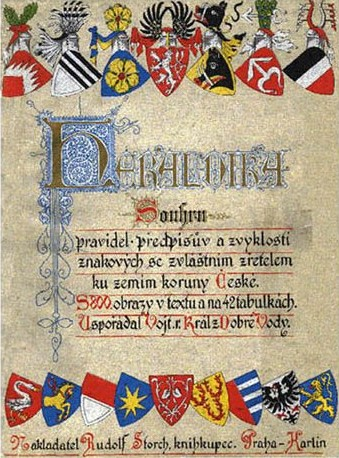
Heraldika (1900)
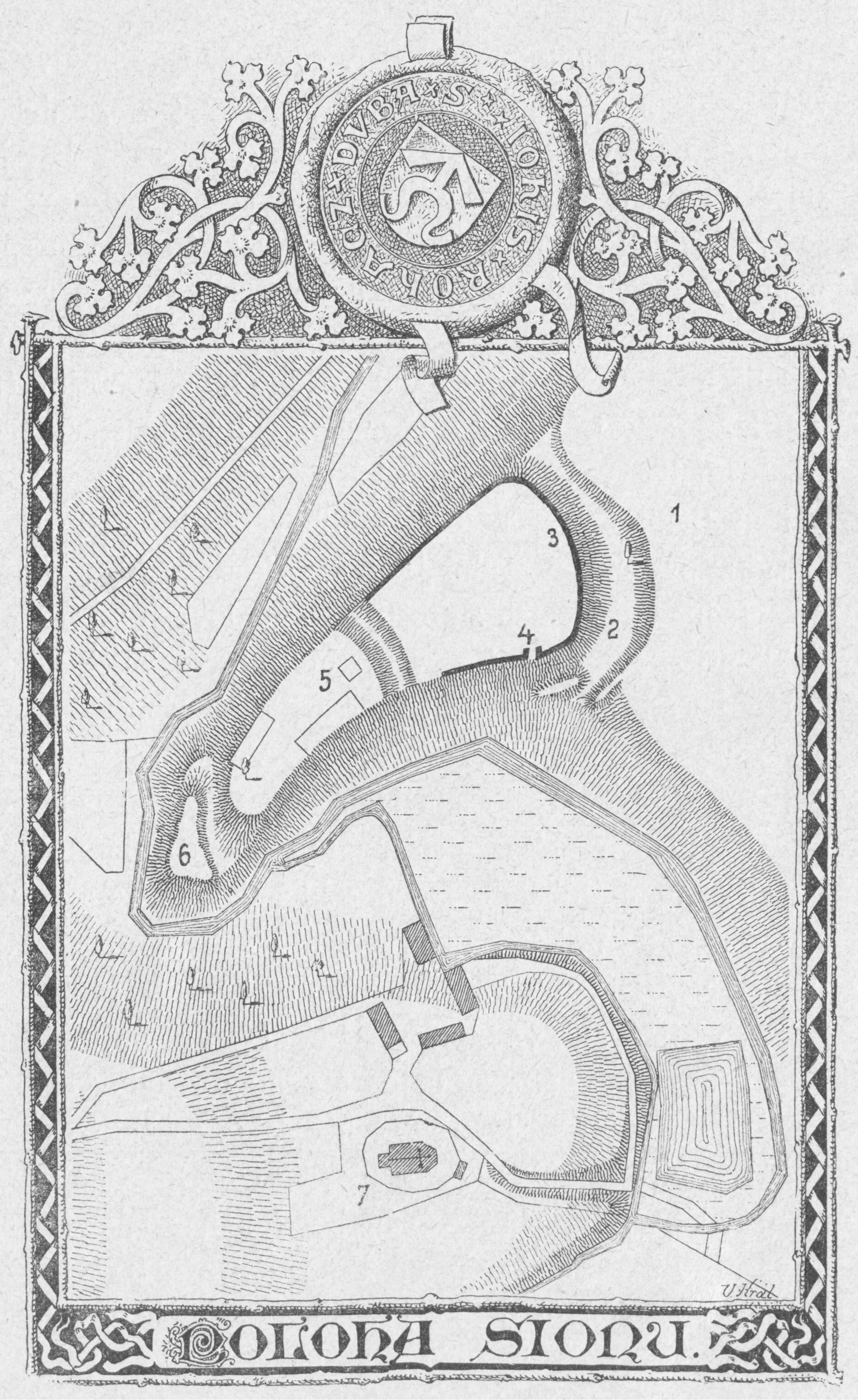
Poloha hradu Sion
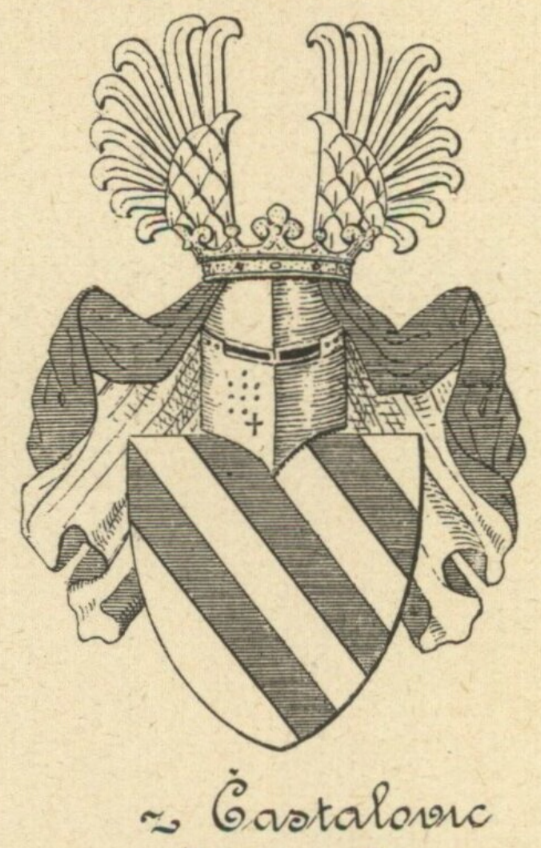
Erb pánů z Častolovic
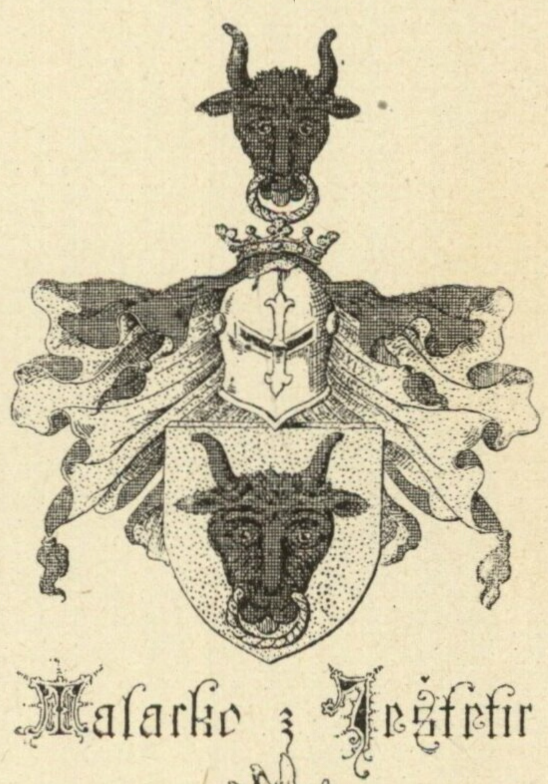
Erb Talacků z Ještětic
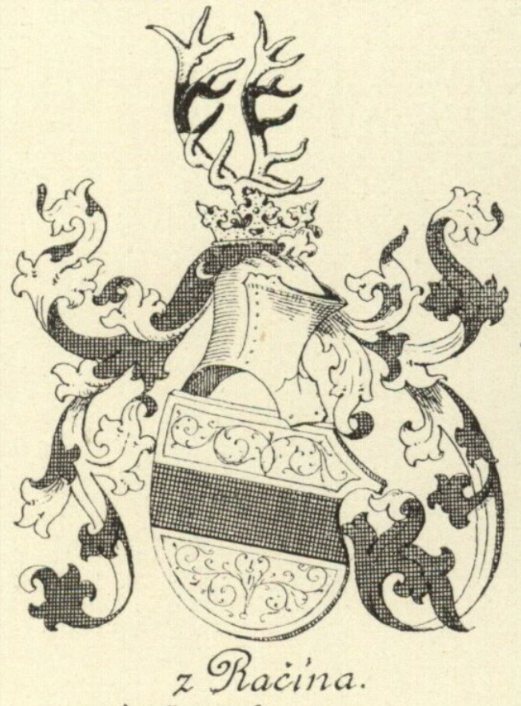
Erb Račínů z Račína
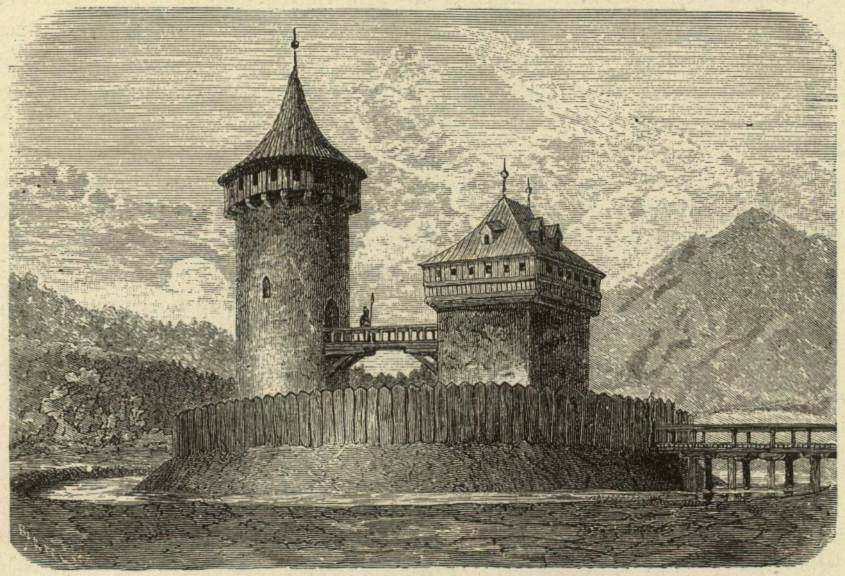
Rekonstrukce podoby tvrze Krchleby u Pardubic
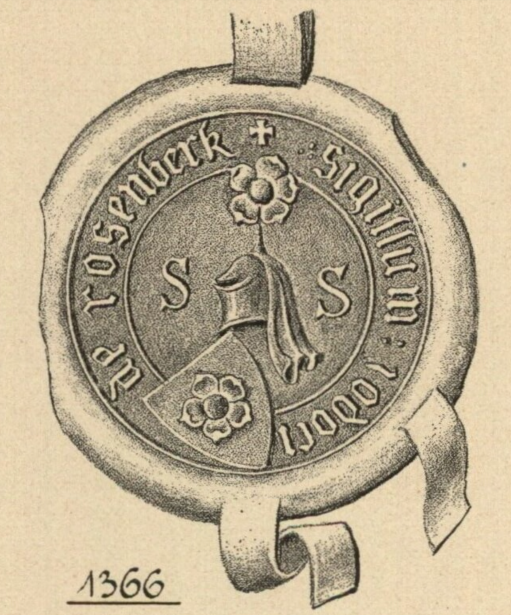
Pečeť Jošta I. z Rožmberka